# St. Georg (Schiff, 1876)
Die St. Georg ist das älteste noch fahrtüchtige Dampfschiff Deutschlands und in Hamburg beheimatet.

## Geschichte
Die St. Georg wurde 1876 auf der Reiherstiegwerft in Hamburg-Wilhelmsburg gebaut und hieß ursprünglich Falke, später Galatea. Der Alsterdampfer fuhr zunächst für die Alsterreederei von Heinrich Eduard Justus, dann für die Vereinigten Alsterschiffer und ab 1919 schließlich für Hamburger Hochbahn. Sie erhielt 1936 den heutigen Namen. Nach dem Zweiten Weltkrieg kam sie als Motorschiff Deutschland nach West-Berlin und verkehrte auf Havel und Wannsee. Der Hamburger Verein Alsterdampfschifffahrt e. V. kaufte die St. Georg im Winter 1988/1989 und betreibt sie seit 1994 ab Jungfernstieg.

## Technische Daten
1988 wurde das Schiff vom Hamburger Verein Alsterdampfschiffahrt e.V. übernommen und anschließend auf der Werft in Dresden-Laubegast restauriert sowie in den Zustand der 1920er/30er Jahre zurückversetzt.
Es bekam eine Zweizylinder-Dampfmaschine aus dem Jahr 1922 mit 75 PS, der Kessel ist nun ölgefeuert und hat eine Dampfleistung von 1 t/h. Im Winter 2009/2010 wurde zusätzlich eine Duplexpumpe als Speisepumpe installiert.

## Museumsdampfer
Seit 1994 verkehrt die St. Georg außer in der Winterpause wieder als Alsterdampfer in Hamburg, mit regelmäßigen einstündigen Fahrten auf der Binnen- und Außenalster vom Jungfernstieg, Anleger 4 aus. Das Schiff beförderte 2014 35.500 Personen. Es hat drei Personen als Besatzung: Kapitän, Schaffner und Maschinist.

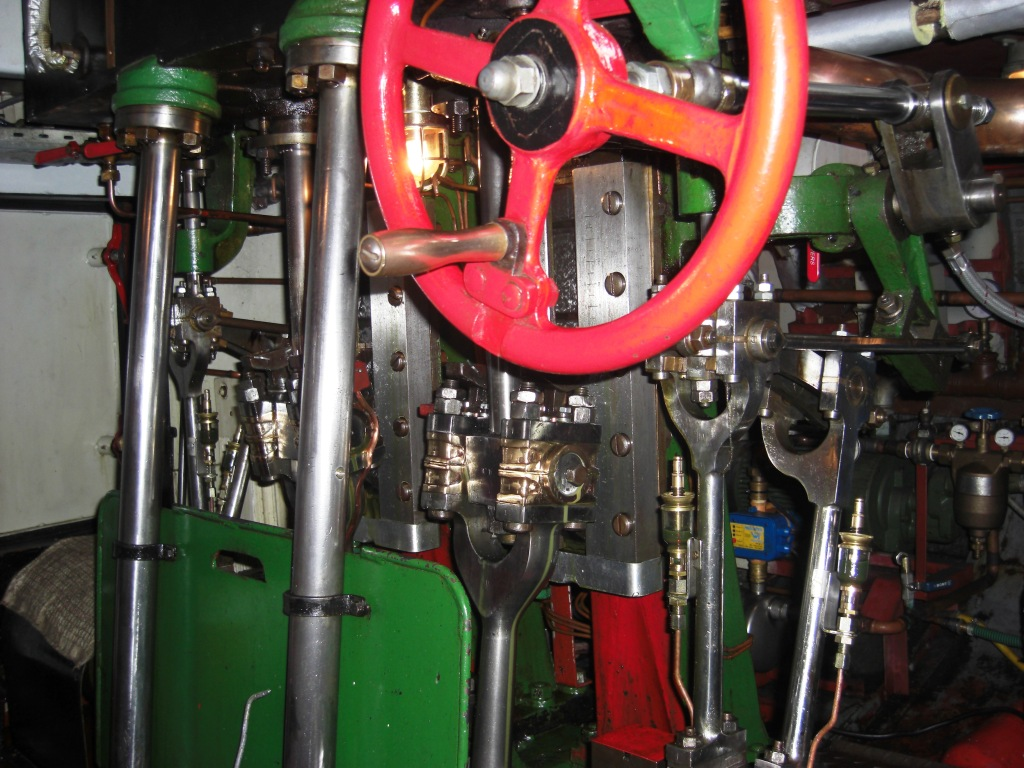
Maschine der St. Georg
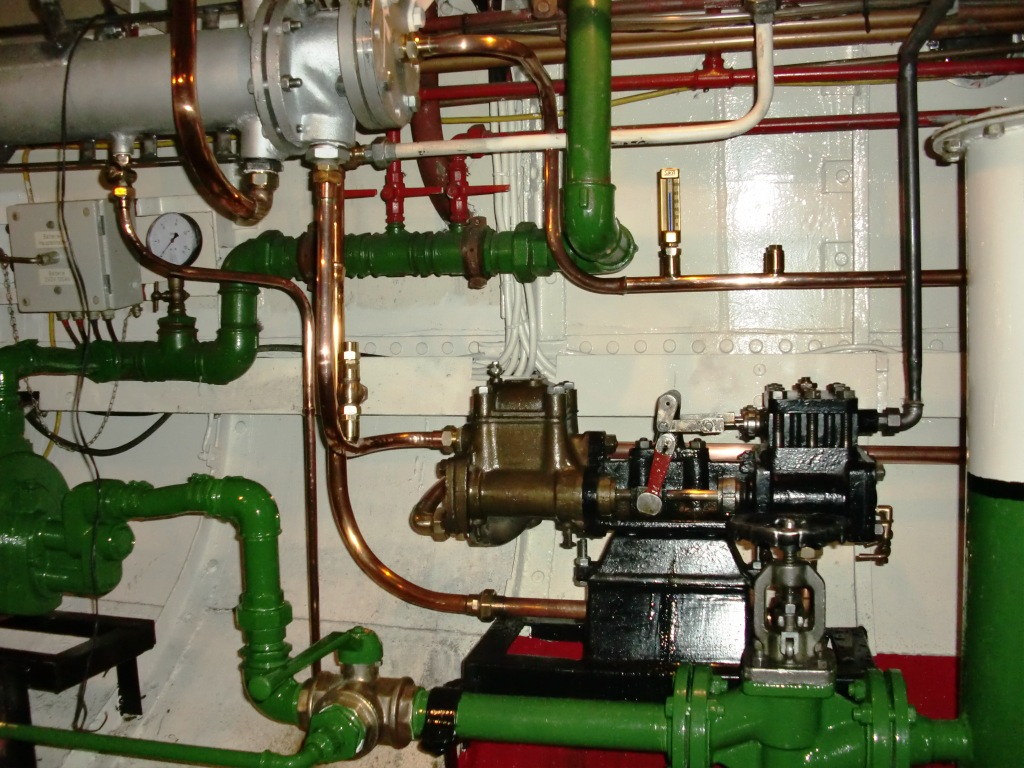
Dampfbetriebene Kesselspeisepumpe (Duplexpumpe)
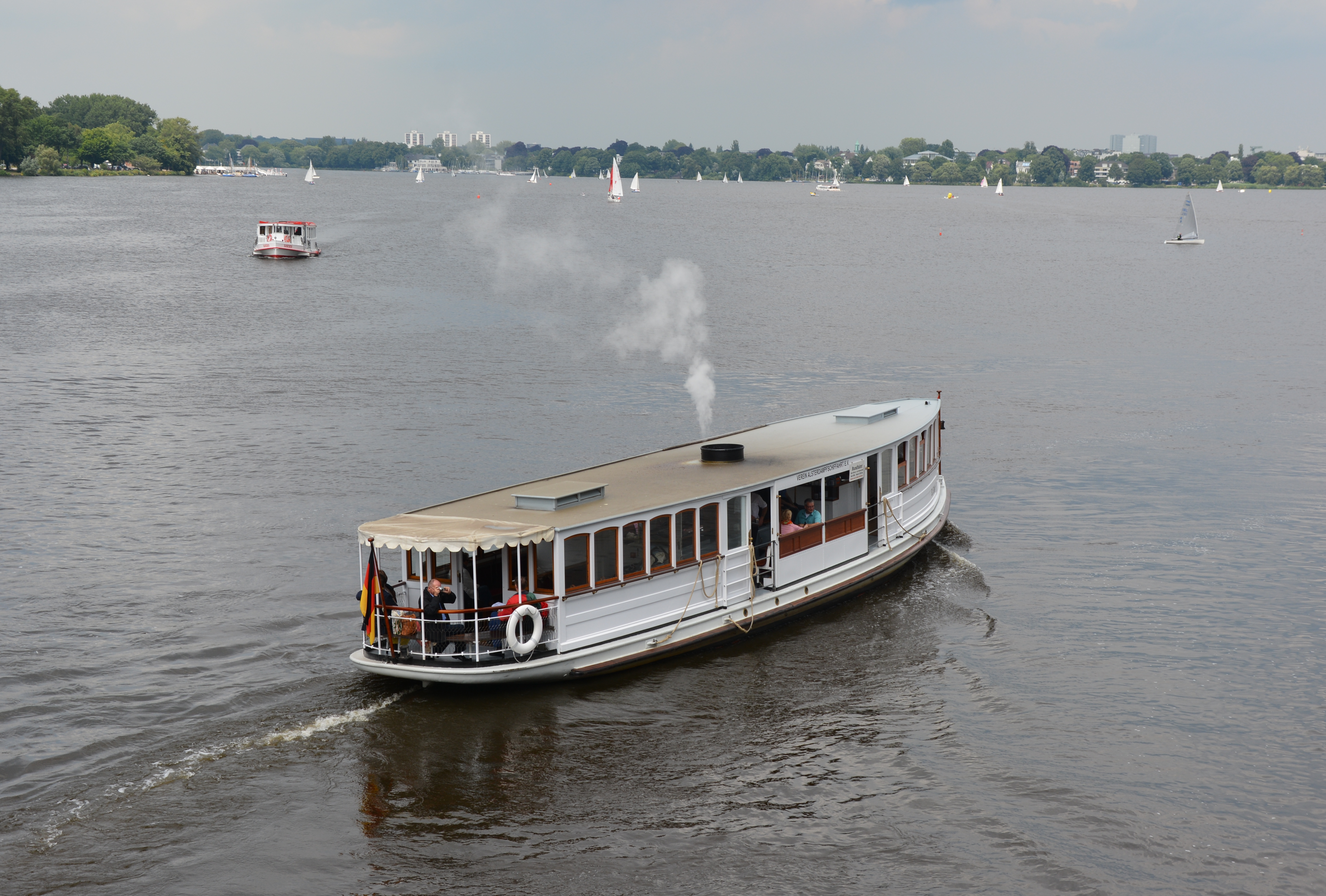
Dampfschiff St. Georg auf der Außenalster
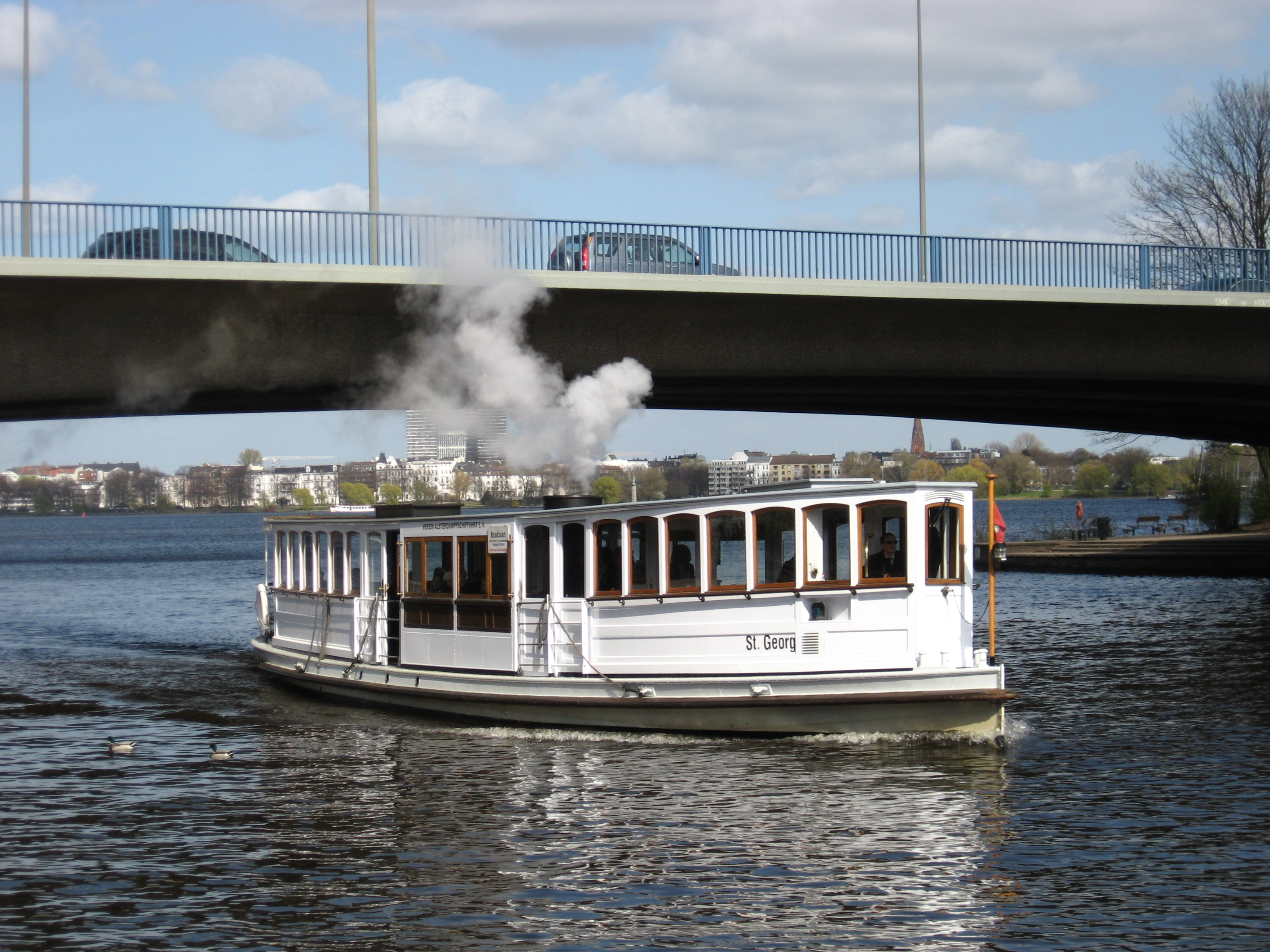
Alsterdampfer St. Georg
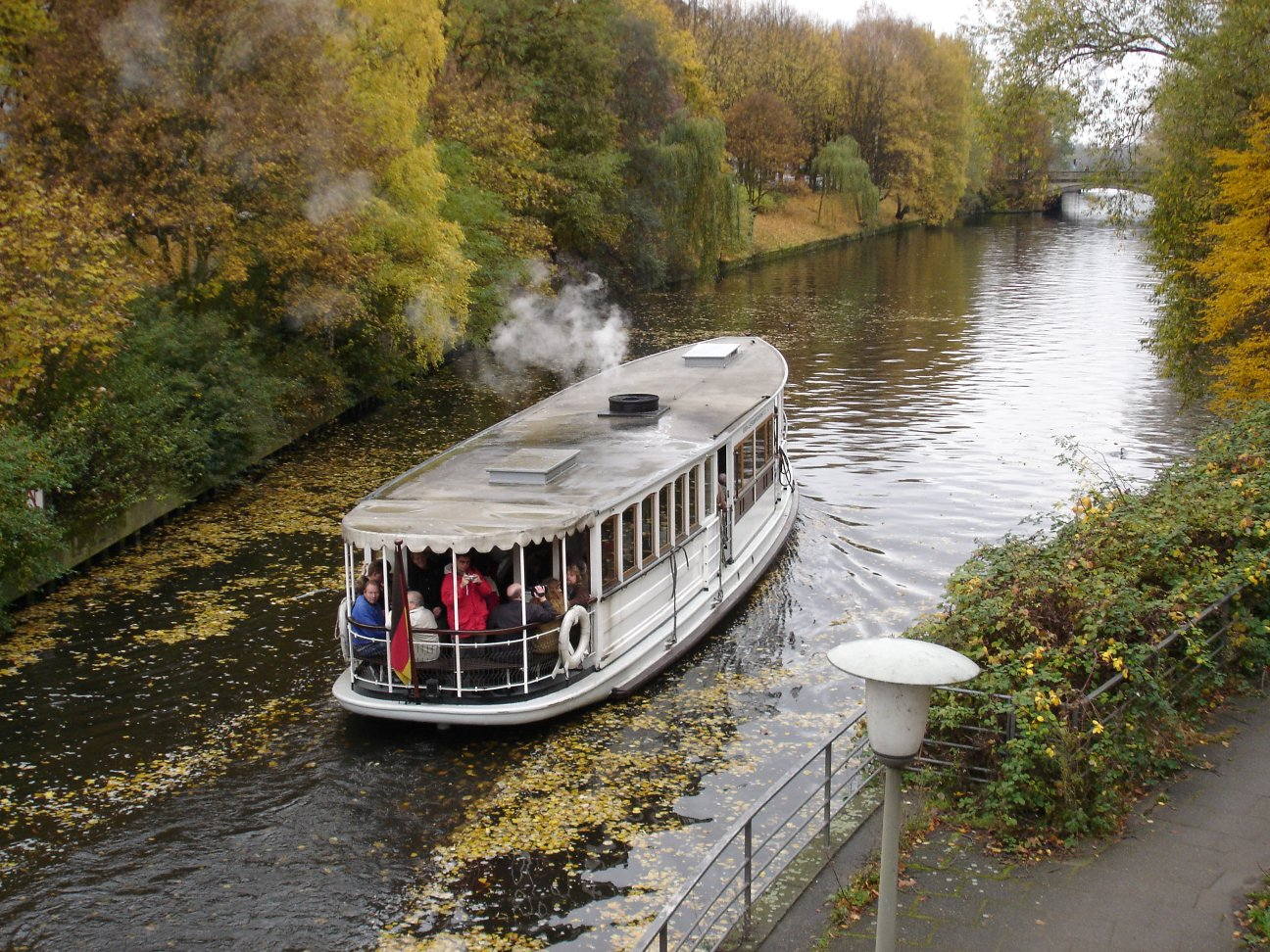
St. Georg auf dem Mundsburger Kanal
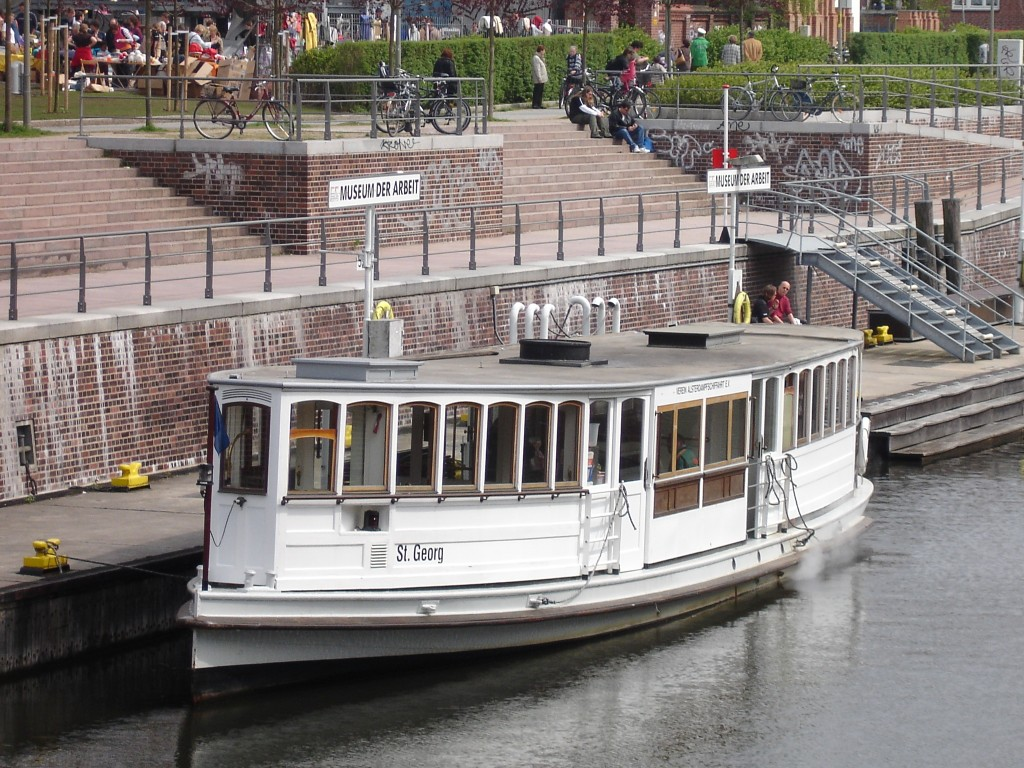
St. Georg am Anleger des Museums der Arbeit
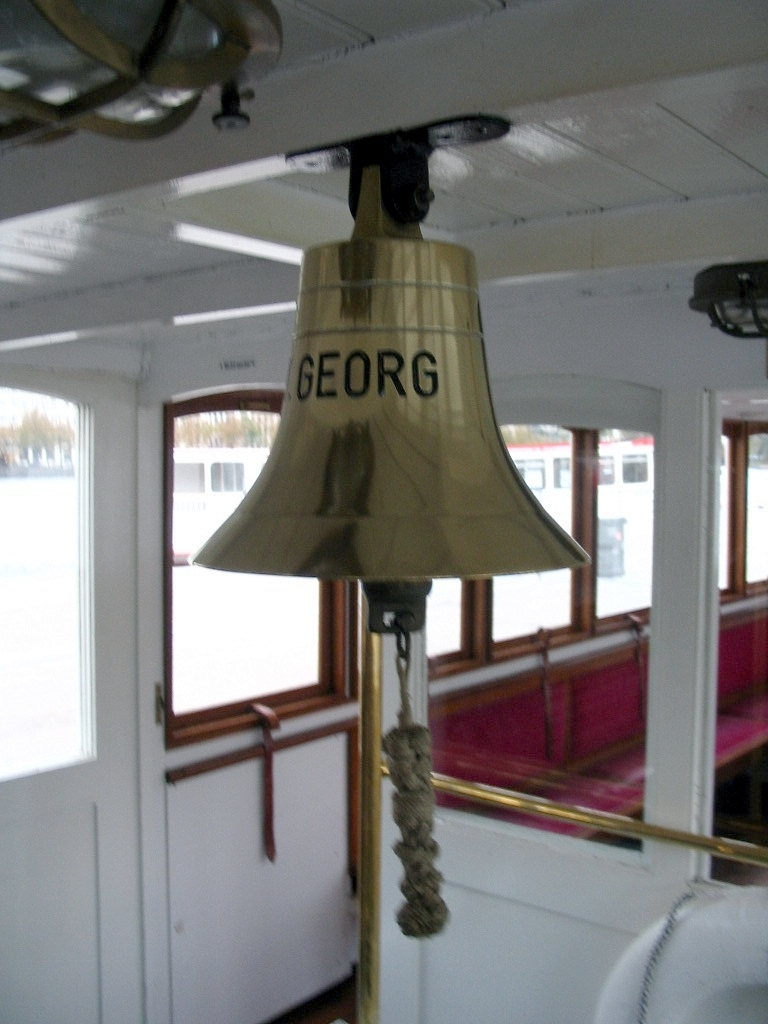
Schiffsglocke der St. Georg

## Filme
- Alsterdampfer St.Georg/ Steamer St. Georg von Paul Horn bei YouTube
- 15. verkehrshistorischer Tag 2015 Alsterdampfer St. Georg von McFordWilliam bei YouTube